# Digoin
Digoin est une commune française située dans le département de Saône-et-Loire, en région Bourgogne-Franche-Comté.

## Géographie

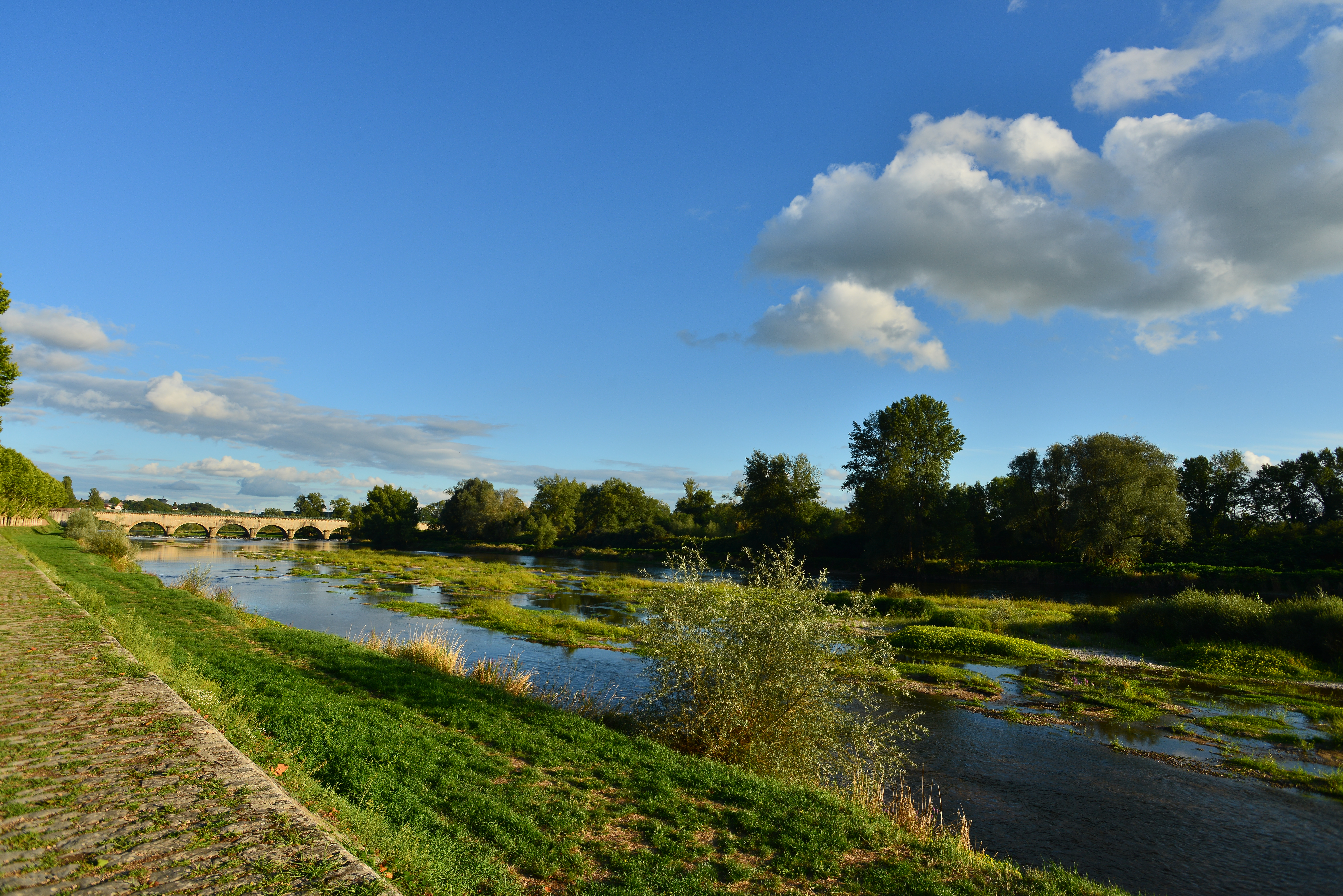
La Loire et le pont-canal.

### Localisation

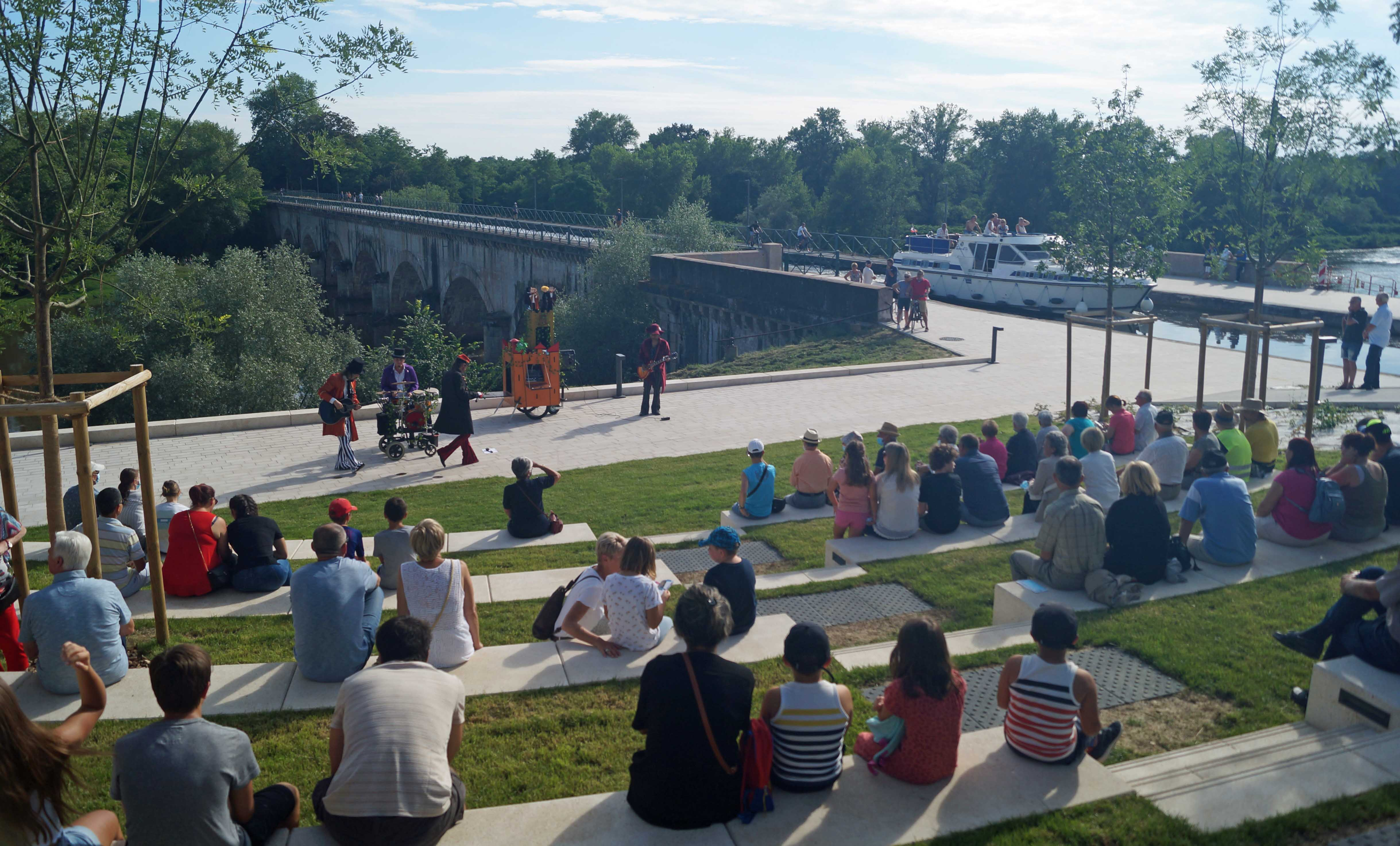
Le pont-canal sur la Loire à Digoin.

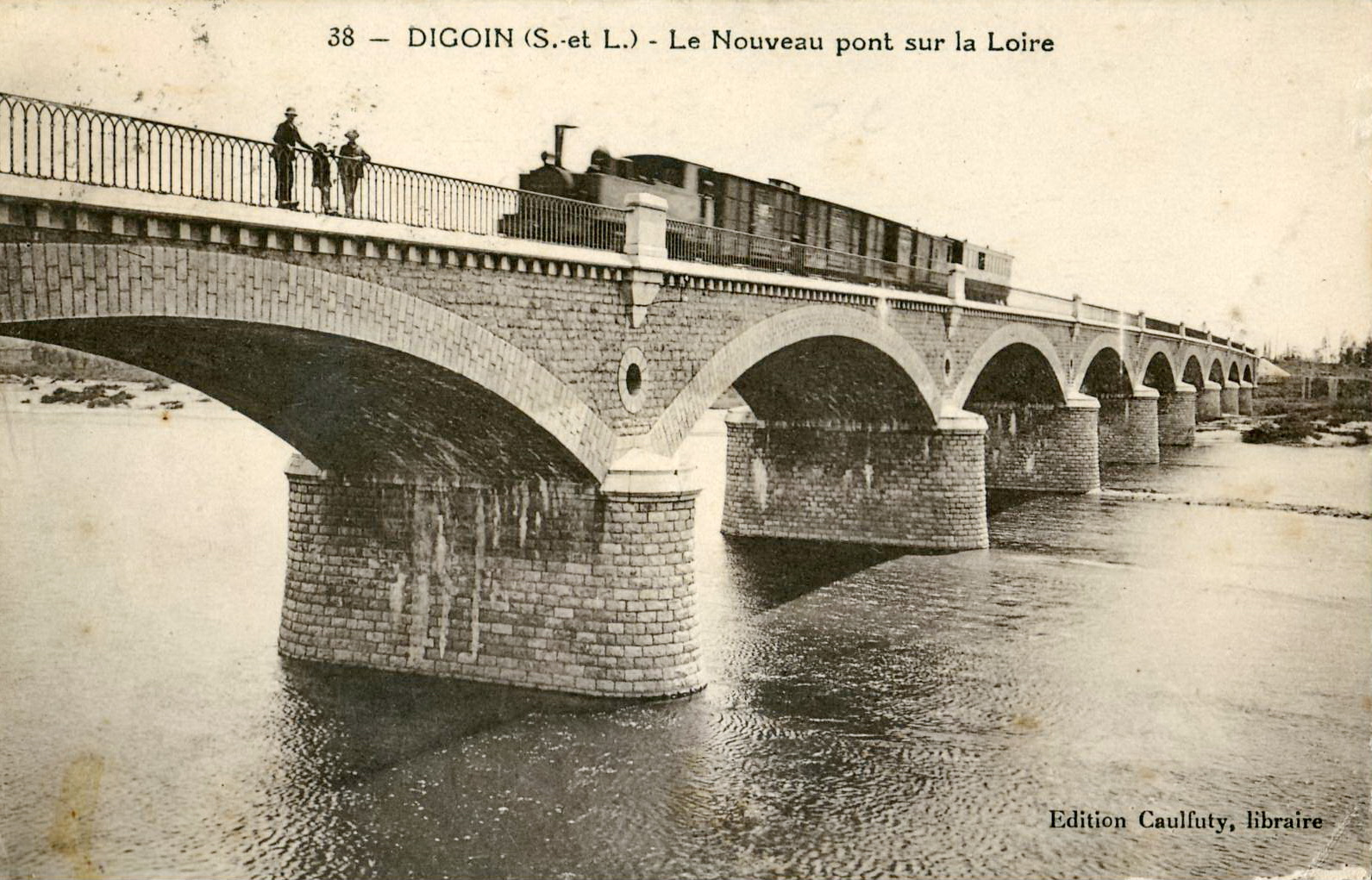
Le pont sur la Loire au début du XXe siècle. Sur la route passait de 1912 à 1939 le chemin de fer secondaire à voie métrique du réseau de l'Allier qui reliait la ville au Donjon et à Varennes-sur-Allier.

Située à l'ouest du département de Saône-et-Loire et jouxtant celui de l'Allier, sur la route N 79 entre Mâcon (80 km à l'est) et Moulins (60 km à l'ouest), Digoin se trouve sur la rive droite de la Loire, au confluent de l'Arroux et de la Bourbince, à 233 m d'altitude.
Au sud-est se trouve Lyon à 130 km, au nord-est Beaune à 101 km et Dijon à 155 km.
Le parc naturel régional du Morvan est à 50 km au nord ; le parc naturel régional Livradois-Forez à 80 km au sud-sud-ouest.

### Hydrographie
Un grand nombre de cours d'eau (plus de 100 km de rives dans un rayon de 6 km seulement) font aujourd'hui de Digoin un centre d'activités nautiques. Digoin est traversée par la Loire.
Venant des autres communes, il est impossible d'atteindre le centre-ville de Digoin sans franchir un pont. Venant du nord (Gueugnon), on franchit la Bourbince à Neuzy. Venant de l'est (Paray-le-Monial) ou du sud (Marcigny - Roanne), on franchit le canal du Centre à l'entrée de Digoin. Venant de l'ouest (Moulins (Allier)), on franchit la Loire qui délimite les départements de l'Allier et de Saône-et-Loire. Venant du nord-ouest (Bourbon-Lancy - Nevers), on franchit l'Arroux au pied de La Motte-Saint-Jean.

### Une fusion de communes
Dans sa configuration actuelle, la commune résulte de la fusion en 1965 des communes de Digoin et de Vigny-lès-Paray.

### Communes limitrophes
Les communes limitrophes sont (dans le sens des aiguilles d'une montre en partant du nord) : Rigny-sur-Arroux, Saint-Vincent-Bragny, Saint-Léger-lès-Paray, Vitry-en-Charollais, Varenne-Saint-Germain, Chassenard et Molinet dans l'Allier et La Motte-Saint-Jean.

### Voies de communication et transports

#### Voies routières et transport ferroviaire
On accède à Digoin par la route ou le train :
- la route : axe route nationale 79 ou RCEA entre Digoin et Mâcon ;
- L'autoroute A79 ou La Bourbonnaise entre Digoin et Montmarault ;
- le train : ligne TER Tours / Paray-le-Monial / Gare de Lyon Part-Dieu ou ligne TER Clermont-Ferrand / Montchanin.

Le viaduc de Digoin situé au sud de la commune permet à l'A79 de traverser la Loire.

#### Transports doux

Tracé de l'EV6.

L'EuroVelo 6 ou EV6, également connue sous le nom d' « Eurovéloroute des Fleuves », est une véloroute de type EuroVelo qui traverse Digoin en reliant Saint-Nazaire à Constanţa.
C'est la plus célèbre des véloroutes européennes : longue de 3 653 km, elle traverse l'Europe d'ouest en est, de l'océan Atlantique à la mer Noire en passant par dix pays. Elle suit l'itinéraire de trois des plus grands fleuves européens, la Loire, le Rhin et le Danube.

### Climat
Pour des articles plus généraux, voir Climat de la Bourgogne-Franche-Comté et Climat de Saône-et-Loire.
En 2010, le climat de la commune est de type climat océanique dégradé des plaines du Centre et du Nord, selon une étude du Centre national de la recherche scientifique s'appuyant sur une série de données couvrant la période 1971-2000. En 2020, Météo-France publie une typologie des climats de la France métropolitaine dans laquelle la commune est exposée à un climat océanique altéré et est dans la région climatique Centre et contreforts nord du Massif Central, caractérisée par un air sec en été et un bon ensoleillement.
Pour la période 1971-2000, la température annuelle moyenne est de 11,1 °C, avec une amplitude thermique annuelle de 16,7 °C. Le cumul annuel moyen de précipitations est de 888 mm, avec 11,7 jours de précipitations en janvier et 7,4 jours en juillet. Pour la période 1991-2020, la température moyenne annuelle observée sur la station météorologique de Météo-France la plus proche, « Saint-Yan », sur la commune de Saint-Yan à 9 km à vol d'oiseau, est de 11,5 °C et le cumul annuel moyen de précipitations est de 772,4 mm. 
La température maximale relevée sur cette station est de 41,7 °C, atteinte le 31 juillet 1983 ; la température minimale est de −24,2 °C, atteinte le 9 janvier 1985,,.
| Mois                                  | jan.             | fév.             | mars           | avril         | mai             | juin           | jui.            | août           | sep.            | oct.            | nov.             | déc.             | année      |
| ------------------------------------- | ---------------- | ---------------- | -------------- | ------------- | --------------- | -------------- | --------------- | -------------- | --------------- | --------------- | ---------------- | ---------------- | ---------- |
| Température minimale moyenne (°C)     | 0,2              | 0                | 2,1            | 4,4           | 8,3             | 11,9           | 13,8            | 13,5           | 9,8             | 7,2             | 3,3              | 0,8              | 6,3        |
| Température moyenne (°C)              | 3,6              | 4,3              | 7,6            | 10,4          | 14,3            | 18,1           | 20,3            | 20,1           | 15,9            | 12,2            | 7,2              | 4,1              | 11,5       |
| Température maximale moyenne (°C)     | 7,1              | 8,7              | 13,2           | 16,5          | 20,4            | 24,4           | 26,7            | 26,7           | 22,1            | 17,1            | 11,1             | 7,5              | 16,8       |
| Record de froid (°C) date du record   | −24,2 09.01.1985 | −23,6 15.02.1956 | −13,3 01.03.05 | −8,2 08.04.03 | −3,1 06.05.1957 | 0,3 02.06.1962 | 3,9 22.07.1980  | 1,7 24.08.1980 | −2,2 25.09.1972 | −8,1 30.10.1997 | −11,3 27.11.1955 | −16,9 31.12.1996 | −24,2 1985 |
| Record de chaleur (°C) date du record | 18,1 01.01.23    | 23,2 28.02.1960  | 25,9 31.03.21  | 28,8 30.04.05 | 33,4 25.05.09   | 39,7 27.06.19  | 41,7 31.07.1983 | 40,2 12.08.03  | 35,6 14.09.20   | 30,6 02.10.1985 | 23,6 07.11.1955  | 19,8 16.12.1989  | 41,7 1983  |
| Ensoleillement (h)                    | 653              | 887              | 1 466          | 1 677         | 1 979           | 2 269          | 2 476           | 2 303          | 167             | 1 118           | 661              | 521              | 17 677     |
| Précipitations (mm)                   | 51               | 42,5             | 49,5           | 60,7          | 82,4            | 67,5           | 71,6            | 72,1           | 68              | 73,5            | 76               | 57,6             | 772,4      |

| Diagramme climatique                                  |          |             |             |             |              |              |              |           |             |           |            |
| J                                                     | F        | M           | A           | M           | J            | J            | A            | S         | O           | N         | D          |
| 7,10,251                                              | 8,7042,5 | 13,22,149,5 | 16,54,460,7 | 20,48,382,4 | 24,411,967,5 | 26,713,871,6 | 26,713,572,1 | 22,19,868 | 17,17,273,5 | 11,13,376 | 7,50,857,6 |
| Moyennes : • Temp. maxi et mini °C • Précipitation mm |          |             |             |             |              |              |              |           |             |           |            |

Les paramètres climatiques de la commune ont été estimés pour le milieu du siècle (2041-2070) selon différents scénarios d'émission de gaz à effet de serre à partir des nouvelles projections climatiques de référence DRIAS-2020. Ils sont consultables sur un site dédié publié par Météo-France en novembre 2022.

## Urbanisme

### Typologie
Au 1er janvier 2024, Digoin est catégorisée petite ville, selon la nouvelle grille communale de densité à sept niveaux définie par l'Insee en 2022.
Elle appartient à l'unité urbaine de Digoin, une agglomération inter-régionale regroupant trois  communes, dont elle est ville-centre,,. Par ailleurs la commune fait partie de l'aire d'attraction de Digoin, dont elle est la commune-centre,. Cette aire, qui regroupe 8 communes, est catégorisée dans les aires de moins de 50 000 habitants,.

### Occupation des sols
L'occupation des sols de la commune, telle qu'elle ressort de la base de données européenne d’occupation biophysique des sols Corine Land Cover (CLC), est marquée par l'importance des territoires agricoles (71,7 % en 2018), en diminution par rapport à 1990 (73,9 %). La répartition détaillée en 2018 est la suivante : prairies (58,5 %), zones agricoles hétérogènes (12,3 %), forêts (9,8 %), zones urbanisées (9,6 %), zones industrielles ou commerciales et réseaux de communication (7,4 %), eaux continentales (1,4 %), terres arables (0,9 %). L'évolution de l’occupation des sols de la commune et de ses infrastructures peut être observée sur les différentes représentations cartographiques du territoire : la carte de Cassini (XVIIIe siècle), la carte d'état-major (1820-1866) et les cartes ou photos aériennes de l'IGN pour la période actuelle (1950 à aujourd'hui).

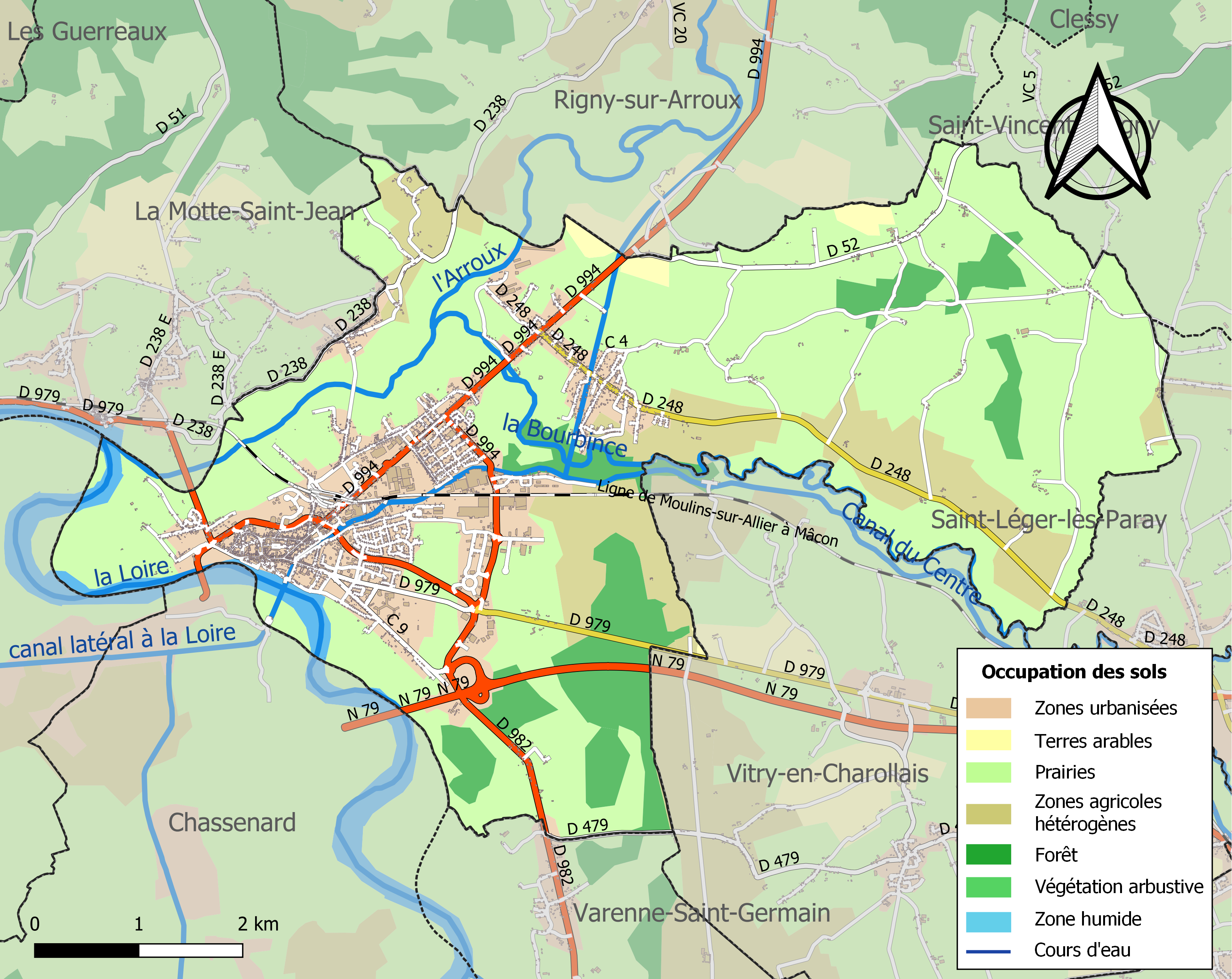
Carte des infrastructures et de l'occupation des sols de la commune en 2018 (CLC).

## Histoire

### Préhistoire
Découverte de feuille de laurier solutréennes en silex, à Volgu, sur Rigny-sur-Arroux à environ 2 km au sud du bourg, 4,7 km au nord-est de Digoin,.

### Antiquité
La découverte de vestiges gallo-romains témoignent d'une implantation relativement ancienne. Le lieu a porté les noms latins de Denegontium puis de Digonium.

### Moyen Âge

#### Haut Moyen Âge
Découverte de vestiges mérovingiens
Pendant plusieurs siècles, l'activité de la ville se déroula aux alentours de la grève sur laquelle était aménagée un port pour la Loire. De ce port étaient exportés vers le val de Loire et Paris les vins du Mâconnais et du Chalonnais ainsi que des bois du Morvan et de la pierre de taille.

### Époque moderne
À la fin du XVIIIe siècle, les États de Bourgogne procèdent au percement du canal du Charolais (aujourd'hui canal du Centre) qui relie la Saône à la Loire. Ce canal devient navigable à partir de 1793 et intensifie la batellerie ligérienne.

### Époque contemporaine

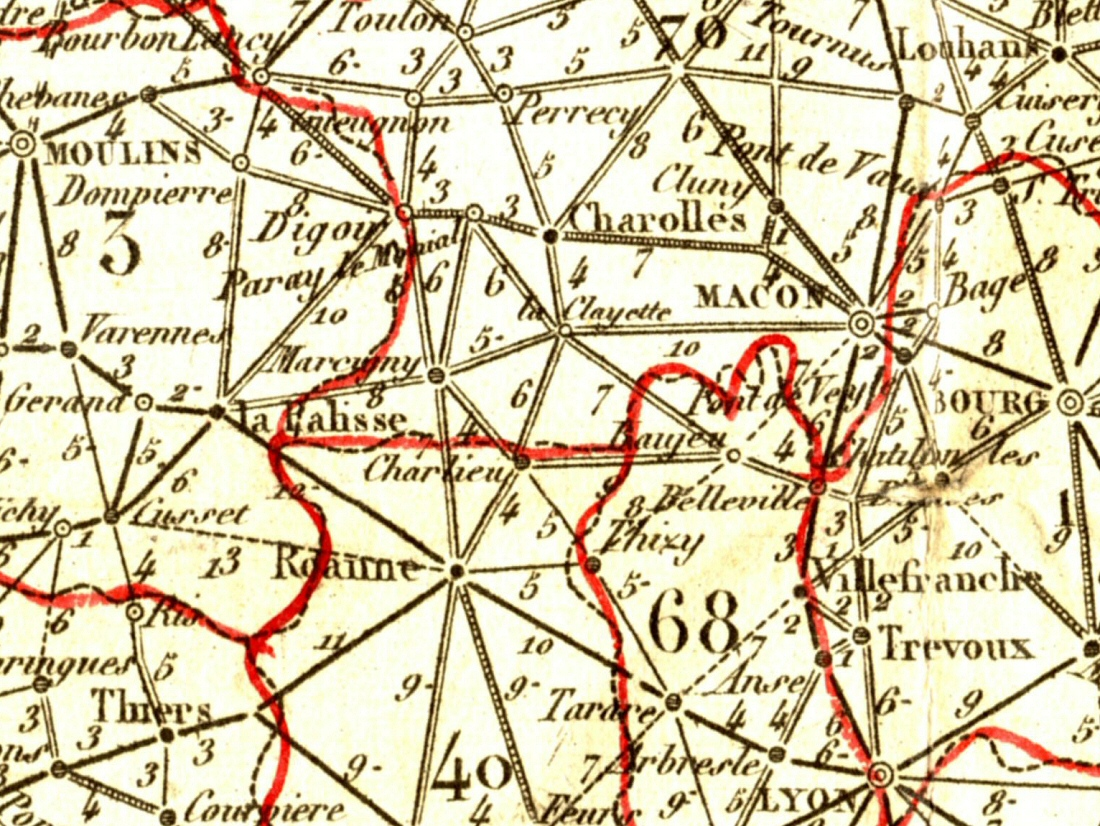
Carte de la Bourgogne vers 1830, extraite du tableau de la France en 86 départements.

#### Amélioration des voies de communication
La création du canal de Roanne à Digoin et du canal latéral à la Loire (1838 tous deux) nuit petit à petit à la navigation sur la Loire qui décline tout au long de la deuxième moitié du XIXe siècle. Un pont-canal en pierre de taille, long de 243 mètres (onze arches) permet au canal latéral à la Loire de franchir cette dernière afin d'aller se connecter 4 kilomètres plus loin, au canal du Centre, au lieu-dit le Paradis (cette jonction sera déplacée au port Campionnet par la suite). À la fin du Second Empire, la rigole navigable de l'Arroux est ouverte ; elle porte, grâce à un pont-canal métallique, les eaux de l'Arroux pour alimenter le canal latéral.
Point de convergence important du réseau routier (sur la route Suisse-Atlantique, avec les routes de Roanne, Nevers, Autun, le Bourbonnais et le Morvan), depuis 1869 sur la voie ferrée Paray-le-Monial - Moulins, Digoin a connu une diversification de ses activités économiques.

#### La faïencerie

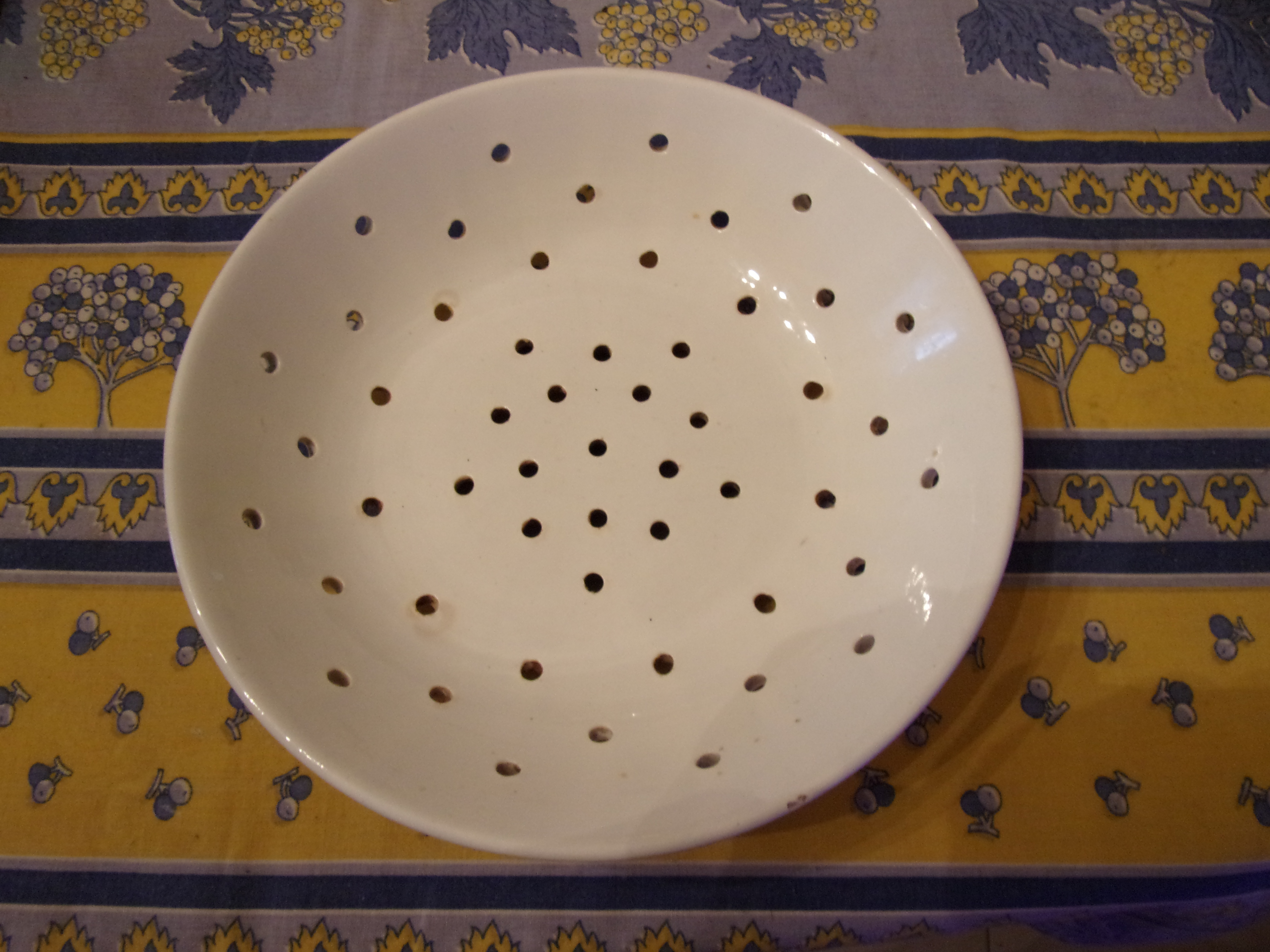
Égouttoir à fruit en faïence de Digoin.

En 1875, la fabrication des Grès et Poteries débute à Digoin.
En 1876, c'est la Faïencerie de Sarreguemines qui installe une unité de fabrication à Digoin,
L'usine Allia s'installe à Digoin en 1917.

#### Éclairage public
Le 11 mai 1879, une fête a été organisée pour célébrer joyeusement le nouvel éclairage public de la ville, rendu possible grâce à la construction d'une usine à gaz près de la levée du canal (usine qui, dans un premier temps, alimenta 60 becs de gaz pour les particuliers et 120 destinés à l'éclairage des rues et de quelques édifices publics, tels la mairie, l'hôpital et les écoles).

#### Digoin pendant la Seconde Guerre mondiale
Digoin a été un point stratégique de la Seconde Guerre mondiale.
Durant le mois de juin 1940, la ville de Digoin a été le siège de multiples conflits entre les armées française et allemande :
- le 10, les Allemands ont saboté la voie ferrée passant par Digoin ;
- le 16, les routes ont commencé à être encombrées par les réfugiés français ;
- le 17, l'armée allemande est arrivée par l’axe Autun, Digoin et Moulins. Puis, elle s’est emparée des ponts surplombant la Loire ;
- le 18, l'occupation de la Saône-Loire est totale ;
- le 19, l'arrivée des chars allemands met fin aux derniers combats.

De 1940 à 1944, la ville se situait à la frontière entre la zone occupée par les Allemands et la zone non-occupée. Elle est très vite devenue une ville frontière reliant les deux zones. De plus, elle se situe à une heure de Vichy qui était la ville du siège du gouvernement français de l’État français.
La ville a été un lieu de tension entre les Allemands et les résistants :
- Marcellin Vollat a été déporté le 6 avril 1944. Il était le maire de Digoin à titre posthume de 1945 à 1947 ;
- Titus Bartoli, instituteur en retraite, est un ancien combattant arrêté par la gendarmerie française le 21 juillet 1941 pour distribution de tracts communistes et emprisonné plusieurs semaines à Chalon. Il a été fusillé le 22 octobre par les Allemands.

La ville a été libérée par les alliés le 5 septembre 1944.

#### Les Trente Glorieuses
De l'après-guerre jusque dans les années 1960, Digoin et ses usines ont fait appel à beaucoup de main-d'œuvre étrangère de toutes origines (Espagnols, Portugais, Italiens, Marocains, Turcs, Tunisiens et d'autres). La Briérette, quartier nord-est de Digoin, a accueilli l'immigration des années 1960. Beaucoup de personnes s'installèrent alors dans la cité ouvrière du Tonkin (entre la gare actuelle et la rue Francis-de-Pressensé). Elle appartenait ainsi que d'autres à la Faïencerie. N'étant plus aux normes, elle est détruite dans les années soixante-dix, de même que plus tard, la cité d'urgence construite rue du Bac, ses habitants ont été relogés, avec la création des cités de la Faïencerie et de la C.E.C (Allia de nos jours).

#### Le déclin démographique depuis la fin du XXe siècle
De nombreux immigrés dans les années 1970-1980 sont partis pour de plus grandes villes comme Roanne, Lyon et la région parisienne. Beaucoup d'immigrants espagnols seraient repartis en Espagne. Digoin demeure une ville cosmopolite ouvrière avec une culture « melting pot » issue du rêve américain.
De nos jours, Digoin perd la majorité de ses jeunes qui, pour trouver du travail, doivent quitter la région vers de plus grandes agglomérations. Depuis moins de 30 ans, la commune a perdu le tiers de ses habitants de 12 000 dans les années 1980 à 8 000 en 2010.

## Politique et administration

### Tendances politiques et résultats

#### Élections présidentielles 2012
Premier tour – 5 599 inscrits, 4 417 votants (78,89 %), votes blancs et nuls 2,26 %
| candidat              | parti                             | %       |
| --------------------- | --------------------------------- | ------- |
| Nicolas Sarkozy       | Union pour un Mouvement Populaire | 21,29 % |
| François Hollande     | Parti Socialiste                  | 36,97 % |
| Marine Le Pen         | Front National                    | 20,08 % |
| François Bayrou       | Mouvement Démocrate               | 5,28 %  |
| Jean-Luc Mélenchon    | Front de Gauche                   | 10,91 % |
| Eva Joly              | Europe Écologie Les Verts         | 1,07 %  |
| Nicolas Dupont-Aignan | Debout la France                  | 2,06 %  |
| Nathalie Arthaud      | Lutte Ouvrière                    | 0,93 %  |
| Philippe Poutou       | Nouveau Parti Anticapitaliste     | 1,11 %  |
| Jacques Cheminade     | Solidarité et Progrès             | 0,30 %  |

Deuxième tour – Inscrits : 5 599 ; votants 4 396 ; taux de participation 78,51 % Blancs ou nuls : 6,03 %
| candidat              | parti                             | %       |
| --------------------- | --------------------------------- | ------- |
| Élu François Hollande | Parti Socialiste                  | 61,12 % |
| Nicolas Sarkozy       | Union pour un Mouvement Populaire | 38,88 % |

Les résultats des élections proviennent du ministère de l'intérieur, repris par Francetvinfo.

### Élections municipales 2014
Le maire sortant, Maxime Castagna, divers droite, ne se représente pas. Au premier tour : 5 526 inscrits, 3 898 votants soit 70,54 % de participation, dont 149 blancs ou nuls. Deux listes se présentent : celle de M. Fabien Genet "Génération Digoin", divers droite, qui obtient 2 439 voix soit 65,05 % des votants et celle de Philomène Baccot, "Envies d'agir", union de la gauche. Il n'y a pas de deuxième tour. La liste Génération Digoin obtient 24 élus sur 29. La Liste "Envies d'agir" 5 élus sur 29.

### Résultats régionales 2015
Résultats du 2d tour 
Le nombre d'inscrits est de 5 333, la participation est de 51,4 % les votes blancs et nuls s'élèvent à 5,84 % Marie-Guite Dufay Liste d'Union de la gauche "Notre Région d'Avance" 37,27 %, 962 votes Sophie Montel Liste du Front national 32,93 % 850 votes François Sauvadet Liste d'Union de la droite La Région en Grand 29,79 % 769 votes.

### Liste des maires

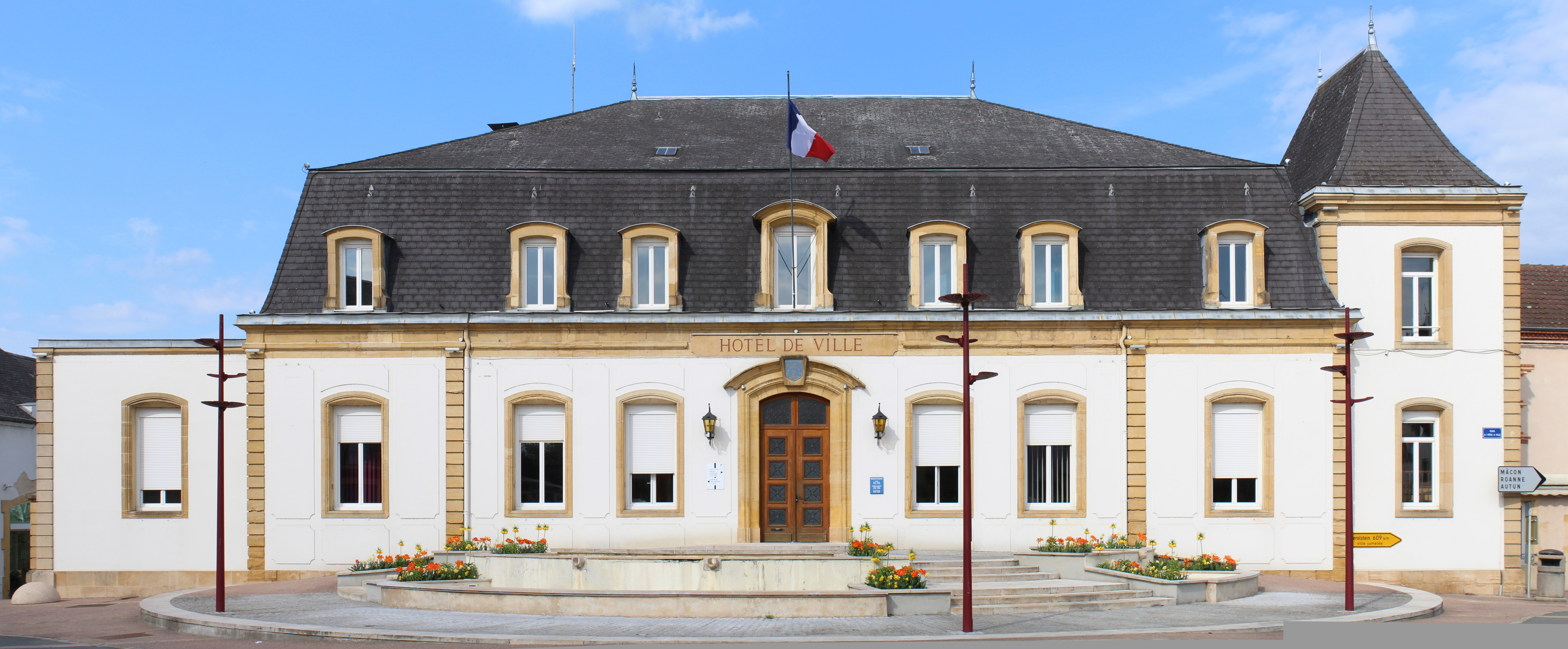
Mairie de Digoin.

| Période                                  | Période      | Identité              | Étiquette    | Qualité |
| ---------------------------------------- | ------------ | --------------------- | ------------ | --- |
| Les données manquantes sont à compléter. |              |                       |              | |
| ca. 1897                                 |              | Émile Fournier        |              | Conseiller d'arrondissement (1895 → 1904) |
| mai 1904                                 | mai 1913     | François Ducarouge    | Soc.-SFIO    | Ouvrier potier puis cultivateur Député de Saône-et-Loire (1908 → 1913) Conseiller d'arrondissement (1904 → 1913) Décédé en fonction |
| 1913                                     | 1919         | Ernest-Eugène Allard  |              | Ancien premier adjoint |
| 1919                                     | mai 1925     | Charles-Louis Duclaux |              | |
| mai 1925                                 | 1929         | Léonce Carteret       | Rad.         | Docteur en médecine Conseiller général de Digoin (1925 → 1929) |
| 1929                                     | 1944         | François Morin        | Rad.         | Propriétaire Conseiller général de Digoin (1929 → 1940) |
| 1944                                     | 1945         | Gilbert Martin        |              | |
| 1945                                     | 1947         | Marcellin Vollat      |              | Préparateur en pharmacie |
| octobre 1947                             | mars 1959    | Philibert Guilbert    |              | Parquetier |
| mars 1959                                | mars 1971    | Louis-Léon Quéroy     | SFIO         | Employé SNCF Conseiller général de Digoin (1961 → 1971) |
| mars 1971                                | mars 1977    | Maurice Marchandiau   | PS puis DVG  | Conseiller général de Digoin (1971 → 1979) |
| mars 1977                                | octobre 1979 | Pierre Louard         | PS           | Avocat |
| octobre 1979                             | mars 1989    | Michel Lacroix        | DVD          | Exploitant agricole Conseiller général de Digoin (1985 → 1992) Élu à la suite d'une élection municipale partielle |
| mars 1989                                | juin 1995    | Gérard Bossu          | PS           | Ostéopathe Conseiller général de Digoin (1992 → 1998) |
| juin 1995                                | mars 2014    | Maxime Castagna       | DVD puis UMP | Prothésiste dentaire Conseiller général de Digoin (1998 → 2011) |
| mars 2014                                | octobre 2020 | Fabien Genet          | DVD          | Conseiller juridique Sénateur de Saône-et-Loire (2020 → ) Conseiller départemental de Digoin (2015 → 2020) 5e vice-président du conseil départemental (2015 → 2020) Président du CC Digoin Val de Loire (2014 → 2016) Président du Grand Charolais (2017 → 2020) Démissionnaire après son élection comme sénateur |
| octobre 2020                             | En cours     | David Bême            | DVD          | Cadre commercial 10e vice-président du Grand Charolais (2020 → ) |

### Jumelages
La ville de Digoin est jumelée avec Gerolstein, une ville d'eau de l'Eifel dans le land de Rhénanie-Palatinat en Allemagne. Le jumelage a été scellé le 09/05/1987 à Gerolstein et le 05/09/1987 à Digoin. Les deux villes jumelées entretiennent des échanges intensifs, entre les habitants de leurs cités et les nombreuses associations, écoles, organisations qui sont fortement impliquées dans ce partenariat.

## Démographie
Les habitants sont appelés les Digoinais.

L'évolution du nombre d'habitants est connue à travers les recensements de la population effectués dans la commune depuis 1793. Pour les communes de moins de 10 000 habitants, une enquête de recensement portant sur toute la population est réalisée tous les cinq ans, les populations de référence des années intermédiaires étant quant à elles estimées par interpolation ou extrapolation. Pour la commune, le premier recensement exhaustif entrant dans le cadre du nouveau dispositif a été réalisé en 2006.

En 2022, la commune comptait 7 380 habitants, en évolution de −5,52 % par rapport à 2016 (Saône-et-Loire : −1,06 %, France hors Mayotte : +2,11 %).
| 1793  | 1800  | 1806  | 1821  | 1831  | 1836  | 1841  | 1846  | 1851  |
| ----- | ----- | ----- | ----- | ----- | ----- | ----- | ----- | ----- |
| 1 762 | 2 233 | 2 548 | 2 439 | 2 864 | 3 090 | 3 474 | 3 589 | 3 635 |

| 1856  | 1861  | 1866  | 1872  | 1876  | 1881  | 1886  | 1891  | 1896  |
| ----- | ----- | ----- | ----- | ----- | ----- | ----- | ----- | ----- |
| 3 422 | 3 432 | 3 801 | 3 538 | 3 377 | 4 225 | 4 639 | 4 880 | 5 869 |

| 1901  | 1906  | 1911  | 1921  | 1926  | 1931  | 1936  | 1946  | 1954  |
| ----- | ----- | ----- | ----- | ----- | ----- | ----- | ----- | ----- |
| 6 890 | 6 705 | 6 422 | 5 742 | 6 271 | 6 736 | 6 448 | 6 357 | 6 816 |

| 1962  | 1968   | 1975   | 1982   | 1990   | 1999  | 2006  | 2011  | 2016  |
| ----- | ------ | ------ | ------ | ------ | ----- | ----- | ----- | ----- |
| 8 529 | 10 050 | 11 093 | 11 008 | 10 032 | 8 947 | 8 527 | 8 146 | 7 811 |

| 2021  | 2022  | - | - | - | - | - | - | - |
| ----- | ----- | - | - | - | - | - | - | - |
| 7 498 | 7 380 | - | - | - | - | - | - | - |

La population atteignit jusqu'à 12 000 habitants ; aujourd'hui elle est aux environs de 9 000 habitants (et 12 000 habitants avec les communes environnantes).

### Structure de la population par grandes tranches d'âges en 2011 et 2016
De 2011 à 2016 la population de la commune a diminué de 4,11 %, passant de 8 146 habitants à 7 811. L'évolution est marquée par la diminution des toutes les classes d'âge à l'exception de celles de 60 à 74 ans et des 75 ans et plus.
| tranches d'âge | 2016  | %    | 2011  | %    |
| -------------- | ----- | ---- | ----- | ---- |
| Ensemble       | 7 811 | 100  | 8 146 | 100  |
| De 0 à 14 ans  | 1 097 | 14,0 | 1 143 | 14,0 |
| de 15 à 29 ans | 1 105 | 14,1 | 1 228 | 15,1 |
| de 30 à 44 ans | 1 117 | 14,3 | 1 322 | 16,2 |
| de 45 à 59 ans | 1 576 | 20,2 | 1 681 | 20,6 |
| de 60 à 74 ans | 1 683 | 21,5 | 1 570 | 19,3 |
| 75 ans et +    | 1 233 | 15,8 | 1 202 | 14,8 |

## Économie et emploi
En 2014, plusieurs investisseurs se rassemblent pour relancer l'activité de la manufacture des grès et poteries de Digoin.
Catégories socioprofessionnelles des ménages, selon la personne de référence, en 2013 (INSEE)
| catégorie socio-professionnelle                   | nombre de ménages | %        | population des ménages | %        |
| ------------------------------------------------- | ----------------- | -------- | ---------------------- | -------- |
| Ensemble                                          | 3 900             | 100,00 % | 7 691                  | 100,00 % |
| Agriculteurs exploitants                          | 35                | 0,95%    | 130                    | 1,7 %    |
| Artisans, commerçants, chefs d'entreprise         | 163               | 4,2%     | 431                    | 5,6 %    |
| Cadres et professions intellectuelles supérieures | 136               | 3,5 %    | 325                    | 4,2 %    |
| Professions intermédiaires                        | 286               | 7,3%     | 615                    | 8,0 %    |
| Employés                                          | 381               | 9,8%     | 735                    | 9,6 %    |
| Ouvriers                                          | 903               | 23,1 %   | 2 253                  | 29,3 %   |
| Retraités                                         | 1 773             | 45,5 %   | 2 816                  | 36,6 %   |
| Autres personnes sans activité professionnelle    | 224               | 5,7 %    | 385                    | 5,0 %    |

Établissements actifs par secteur d'activité au 31 décembre 2013
|                                                              | Total | %     | 0 salarié | 1 à 9 salarié(s) | 10 à 19 salariés | 20 à 49 salariés | 50 salariés ou + |
| ------------------------------------------------------------ | ----- | ----- | --------- | ---------------- | ---------------- | ---------------- | ---------------- |
| Ensemble                                                     | 620   | 100,0 | 391       | 182              | 23               | 12               | 12               |
| Agriculture, sylviculture et pêche                           | 26    | 4,2   | 24        | 2                | 0                | 0                | 0                |
| Industrie                                                    | 50    | 8,1   | 19        | 20               | 7                | 2                | 2                |
| Construction                                                 | 38    | 6,1   | 17        | 16               | 2                | 1                | 2                |
| Commerce, transport, service divers                          | 426   | 68,7  | 287       | 119              | 11               | 6                | 3                |
| dont commerce et réparation automobile                       | 126   | 20,3  | 73        | 46               | 4                | 1                | 2                |
| Administration publique, enseignement, santé, action sociale | 80    | 12,9  | 44        | 25               | 3                | 3                | 5                |

Champ : ensemble des activités
Postes salariés par secteur d'activité au 31 décembre 2013
|                                                              | Total | %     | 1 à 9 salarié(s) | 10 à 19 salariés | 20 à 49 salariés | 50 à 99 salariés | 100 salariés ou plus |
| ------------------------------------------------------------ | ----- | ----- | ---------------- | ---------------- | ---------------- | ---------------- | -------------------- |
| Ensemble                                                     | 2 725 | 100,0 | 574              | 296              | 363              | 439              | 1 053                |
| Agriculture, sylviculture et pêche                           | 4     | 0,1   | 4                | 0                | 0                | 0                | 0                    |
| Industrie                                                    | 546   | 20,0  | 75               | 86               | 55               | 0                | 330                  |
| Construction                                                 | 211   | 7,7   | 48               | 22               | 27               | 114              | 0                    |
| Commerce, transport, service divers                          | 1309  | 48    | 22               | 142              | 187              | 56               | 582                  |
| dont commerce et réparation automobile                       | 814   | 29,9  | 143              | 60               | 29               | 0                | 582                  |
| Administration publique, enseignement, santé, action sociale | 655   | 24,0  | 105              | 46               | 94               | 269              | 141                  |

## Culture locale et patrimoine

### Lieux et monuments
- Le pont-canal de Digoin (1834).
- L'écluse du XIXe s.
- Le pont-canal de la Bourbince.

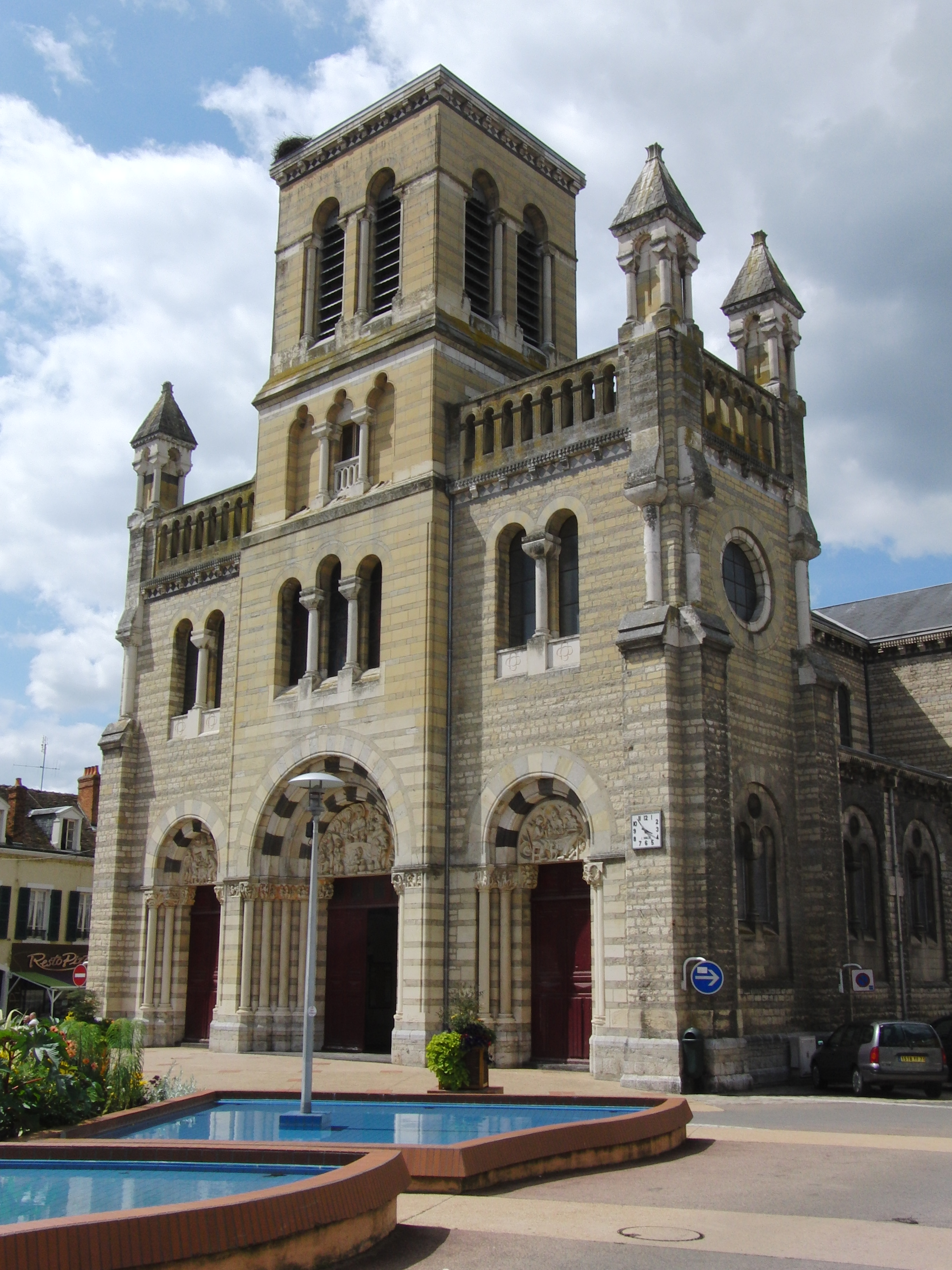
L'église Notre-Dame-de-la-Providence, reconstruite à partir de 1876 et achevée dans son gros-œuvre en 1894, entièrement rénovée intérieurement à partir de 1975 à l'initiative de l'abbé Rhéty.

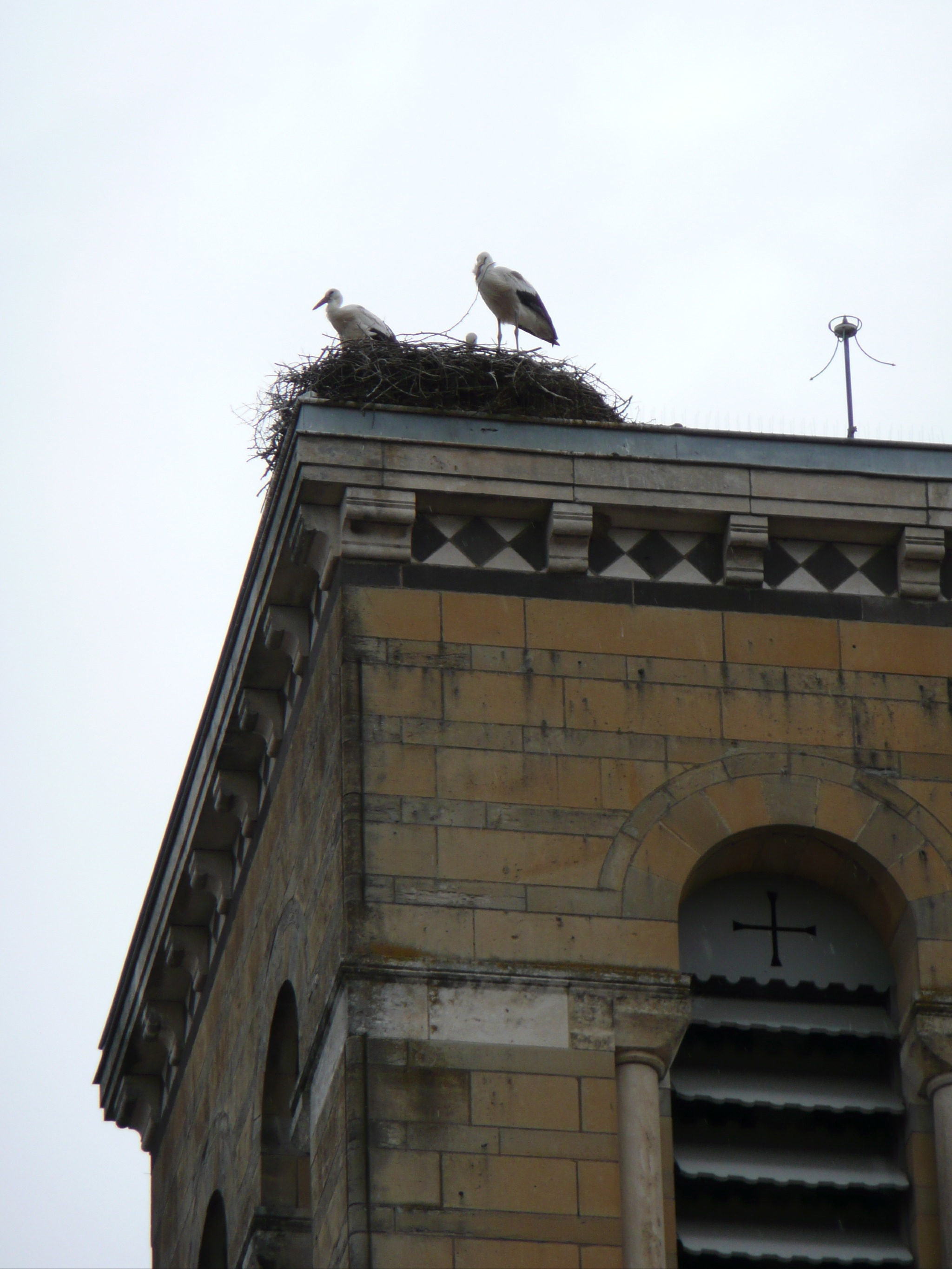
Cigognes et cigogneau
(église de Digoin, 2007).

- L'ObservaLoire, musée installé dans les anciens abattoirs réhabilités, consacré au fleuve Loire et à ses canaux[39]. L'ObservaLoire a été créé en 2001. Il donne la possibilité d'observer, à partir de sa galerie vitrée, le canal, la Loire, le pont-canal et la faune et la flore présentes. L'observaLoire propose des expositions temporaires et quatre salles d'exposition permanentes : salle des canaux, salle de la Loire, salle « marine de la Loire » (vie du port de Digoin) et la salle sous l'eau permettant de voir diverses espèces de poissons[40].

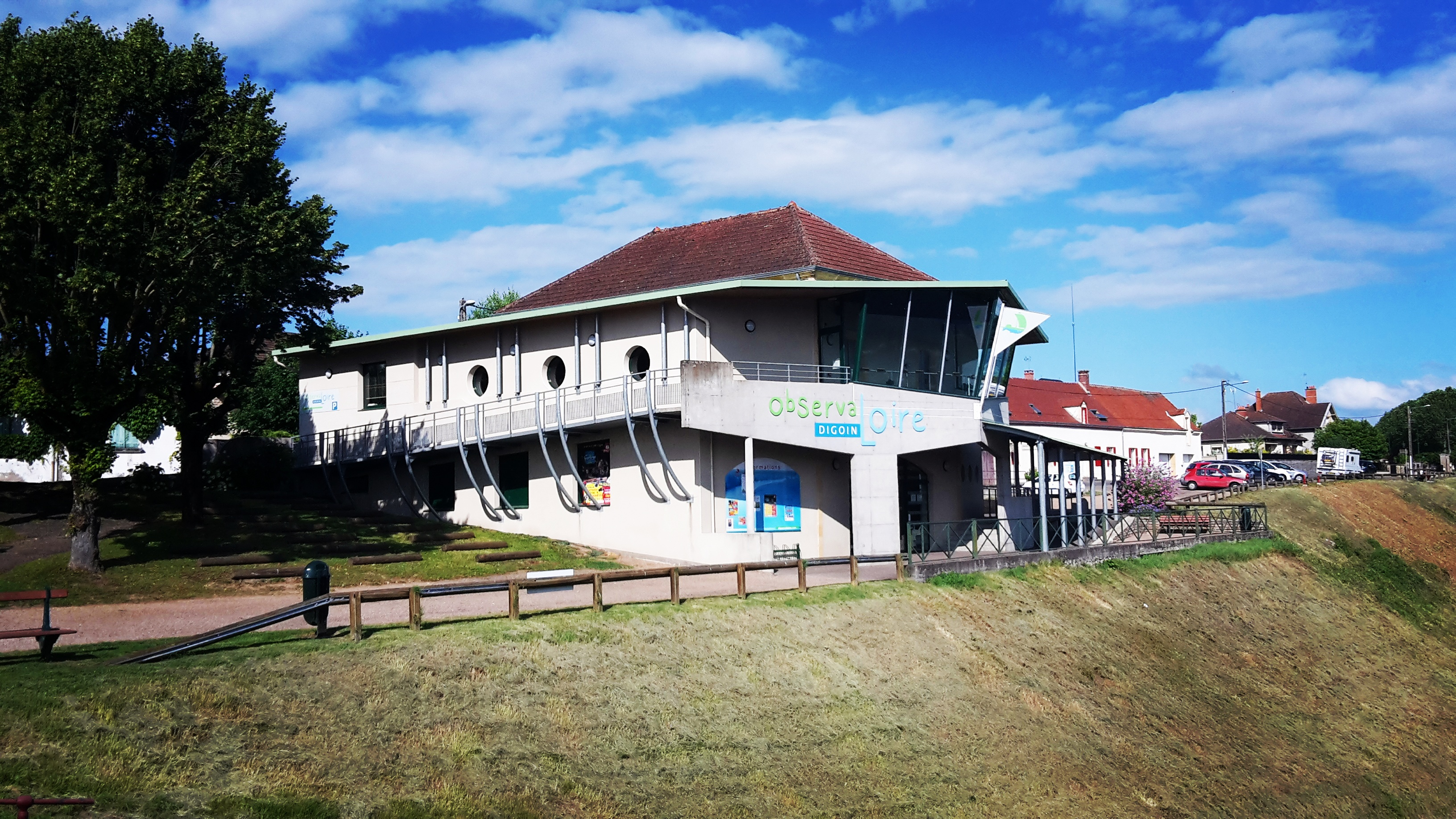
ObservaLoire de Digoin (Musée de la Loire et des canaux).

- L'église Notre-Dame-de-la-Providence (1869), dont la façade dispose de tympans et de chapiteaux sculptés entre 1975 et 1978 par le tailleur de pierre Pierre Griot (Cluny) d'après des dessins de Michel Bouillot[41] (artiste qui dota également l'édifice de deux tableaux : un Saint François prêchant aux oiseaux suspendu au-dessus de la chaire à prêcher débarrassée de son abat-voix et une Résurrection de Lazare au-dessus de la chapelle des morts[42]).
- L'église Sainte-Bernadette (1937).
- L'église Saint-Martin (Vigny-lès-Paray).
- La Chapelle funéraire au [cimetière].
- Le musée de la céramique[Note 7].

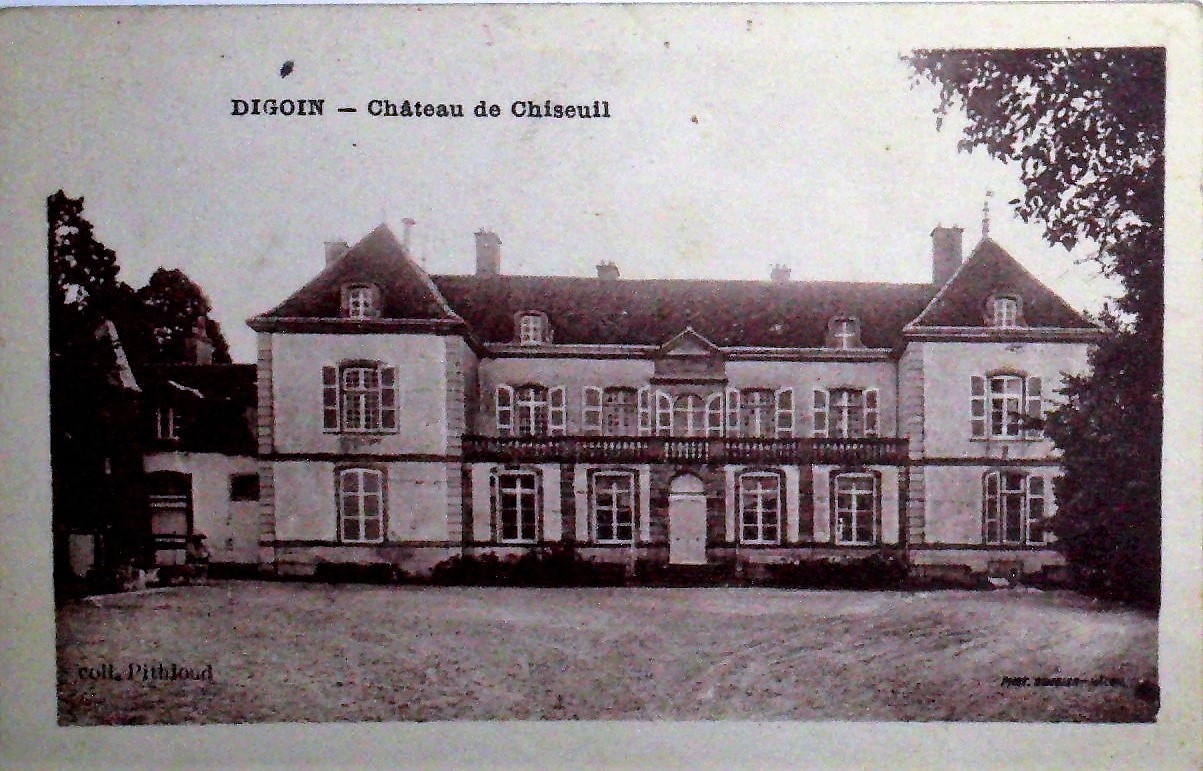
Château de Chiseuil.

- Le château de Chiseuil (XVIIIe siècle).
- Le kiosque, du début du XXe siècle.
- Le square du 8-Mai, jardin public, qui occupe l'emplacement d'une très importante tannerie qui fonctionna pendant 135 ans à Digoin (de 1825, année de sa fondation, à 1960) : la tannerie Chopin[44].

### Équipements culturels

#### Cinéma Le Majestic
Le cinéma Le Majestic de Digoin fait partie des Cinémas Panacéa (gérés par l'association Panacéa) qui comptent 3 autres cinémas : le cinéma « Le Danton » de Gueugnon et, depuis février 2022, les cinémas Les Plessis de Montceau-les-Mines et Le Morvan du Creusot (qui appartenaient à Pathé-Gaumont) depuis que Régis Faure, gérant du cinéma Le Majestic à Digoin et président de Panacéa, est devenu leur nouveau propriétaire,.

### Folklore
Digoin organise tous les ans en août depuis 1990 sa fête de l'Escargot (la 30e fête a eu lieu les 3, 4 et 5 août 2019). La commune détient ainsi le record de consommation d'escargots de Bourgogne. Le record de 2006 a été battu le 4 août 2007 au cours de la 18e fête de l'escargot, où 8 400 douzaines, soit 100 800 escargots de Bourgogne ont été engloutis. En outre, 500 kg de beurre, 55 kg de persil et 33 kg d'ail ont été nécessaires pour la préparation, selon la recette « traditionnelle », de cette variété d'escargots.
Digoin est aussi un centre de joutes. L'ancien maire, Maxime Castagna, est un ancien champion de joute.

### Personnalités liées à la commune
- Mathieu Nicolas Bertucat (1746-1814), homme politique, député de Saône-et-Loire.
- Étienne Maynaud Bizefranc de Lavaux (1751-1828), député et général de division français né à Digoin.
- Jean-Baptiste François Mayneaud de Pancemont (1755-1836), homme politique et magistrat né à Digoin, député de Saône-et-Loire en 1815 pendant les Cent-Jours.
- Antoine Xavier Mayneaud de Pancemont (1756 -1807), évêque de Vannes, né à Digoin.
- Jean-Baptiste-François Mayneaud de Bisefranc (1755-1836), maître des requêtes au Conseil d’État et député des Cent-Jours, né à Digoin, mort à Génelard.
- Hyacinthe Maublanc de Chiseuil (1796-1870), né à Digoin, officier de cavalerie et homme politique.
- Louis Rochut (1815 à Digoin-1889 à Paray-le-Monial), homme politique, député de la Nièvre de 1849 à 1851.
- François-Désiré Drure (1859-1917), archevêque de Bagdad, y est né.
- Paul Jeantet (1870-1947), astronome et photographe scientifique français, membre de la Société Astronomique de France, chef du laboratoire de photomicrographie de l'Institut Pasteur, né à Digoin.
- Lucien Chiselle (1880-1954), poète et journaliste très actif dans les œuvres sociales du 4e arrondissement de Paris
- Alexandre Dumaine (1895-1974), grand chef cuisinier de prestige, y est né.
- Roger Semet (1910-1975), journaliste et écrivain.
- Alain Robert, grimpeur connu pour ses solos intégraux et ses escalades urbaines, natif de Digoin.
- Victor Justin Detroye (1859-1941) , vétérinaire, y est décédé.

### Héraldique
| Blason de Digoin | D'azur à une ancre renversée d'argent sommée d'un croissant accosté de deux étoiles d'or, l'ancre accostée des lettres F et M aussi d'or et soutenue de deux besants, accompagné en pointe et en dessous de l'anneau des lettres C et I aussi d'or. |

Ce blason est utilisé par la mairie depuis le début du XXe siècle. Il provient d’armes de 1626 sculptées sur une maison de la ville, d'appartenance inconnue. Il s’agissait d’un blason ovale (de Dame).
L'ancre renversée (avec un petit organeau à l’extrémité du « diamant », la « sincenelle ») est l’emblème de la marine de Loire. Les étoiles pourraient également symboliser la navigation. Le croissant d’or en chef évoque les croisades, mais symbolise également la richesse et la renommée. Ces armes appartenaient probablement à un riche batelier, dans une ville qui vivait du commerce fluviatile sur la Loire.
Certains blasonnements décrivent des besants et non des quartefeuilles, en contradiction avec les représentations du blason. La signification des lettres F et M, C et I reste obscure. Il pourrait s’agir des initiales du mari et de sa femme (blason de Dame), rajoutées au blason sur sa représentation murale.